# Zemská banka (Sarajevo)
Zemská banka (bosensky Zemaljska banka, německy Landesbank), dříve známá též jako Grand Hotel, je historická budova, která se nachází v centru bosenské metropole Sarajeva. Nachází se na východním konci ulice Maršála Tita.
Budova byla budována v letech 1893–1895 podle projektu českého architekta Karla Paříka a jeho chorvatského kolegy Jospia Vancaše. Stavba vznikla s průčelím orientovaným do hlavní třídy, na trojúhelníkovité ploše. Třípatrové stavbě dominuje kopule, umístěná na hlavním průčelím v ose obou rizalitů.
Hotel však zůstal v provozu pouhý rok, a poté zde začala sloužit Zemská banka. Po druhé světové válce zde sídlila SDK – Služba društvenog knjigovodstva (Služba pro společenské účetnictví) a ještě později Zavod za platni promet (Ústav pro platební systém). Budova je známá především pro to, že se u ní nachází věčný plamen, připomínající boje partyzánů za druhé světové války. Díky němu získala budova v 1. patře balkón.